# Discozantaena leleupi
Discozantaena leleupi är en skalbaggsart som beskrevs av Perkins 2005. Discozantaena leleupi ingår i släktet Discozantaena och familjen vattenbrynsbaggar. Inga underarter finns listade i Catalogue of Life.